# Alfa Romeo 20-30 ES Sport
Der Alfa Romeo 20-30 ES Sport war ein Pkw von Alfa Romeo.

## Beschreibung
Das Unternehmen brachte dieses Modell der oberen Mittelklasse 1921 als Nachfolger ihres mittleren Modells 20-30 HP auf den Markt. Konstrukteur war Giuseppe Merosi. Ein Vierzylinder-Reihenmotor mit 102 mm Bohrung, 130 mm Hub und 4250 cm³ Hubraum leistete 49,3 kW (67 PS) bei 2600 1/min. Er war vorne im Fahrzeug montiert und trieb die Hinterachse an. Das Getriebe hatte vier Gänge. Der Radstand betrug 290 cm und die Spurweite 145 cm. Zur Wahl standen Tourenwagen und Limousine. Das Leergewicht war mit 1200 kg für den viersitzigen Tourenwagen angegeben. Dessen Höchstgeschwindigkeit betrug 130 km/h. Das Fahrgestell kostete 37.000 Lire.
Eine Quelle gibt 470 cm Länge, 178 cm Breite und 170 cm Höhe an.
1922 endete die Produktion. Insgesamt entstanden 124 Fahrzeuge.

## Produktionszahlen Alfa Romeo 20-30 ES Sport
Gesamtproduktion Alfa Romeo 20-30 ES Sport insgesamt 124 Fahrzeuge
| Jahr                      | 1921 | 1922 | Summe |
| ------------------------- | ---- | ---- | ----- |
| Alfa Romeo 20-30 ES Sport | 119  | 5    | 124   |

Als Nachfolger kann der 1922 erschienene RL angesehen werden.